# Grupa Cobaltului
Grupa 9 este un grup de elemente chimice al tabelului periodic, fiind alcătuit din cobalt (Co), rodiu (Rh), iridiu (Ir) și meitneriu (Mt). Toate aceste elemente sunt metale tranziționale ale blocului-d. 
Similar cu celelalte grupe, constituenții acestei grupe prezintă modele ale configurației electronice, care determină o periodicitate a caracterului chimic; cu toate acestea, rodiul deviază de la acest model. 
„Grupa 9” este denumirea standard modernă pentru această grupare de elemente, adoptată de IUPAC în 1990.
În nomenclaturi mai vechi, acest grup era combinat cu grupa 8 (fier, ruteniu, osmiu și hassiu) și grupa 10 (nichel, paladiu, platina și darmstadtiu) fiind numit "VIIIB" în "sistemul american" Chemical Abstracts Service (CAS) sau "VIII" în vechea nomenclatură "europeană" a IUPAC (pre-1990) (precum și în tabelul original al lui Mendeleev).